# Ивано-Арахлейские озёра
Ивано-Арахле́йские озёра (Беклеми́шевские озёра, Чити́нские озёра) — система озёр, расположенная в Забайкальском крае.
Находится на высоте 945—965 метров над уровнем моря в котловине между Осиновым и Яблоновым хребтами к западу от Читы.
Состоит из 6 крупных озёр с водной поверхностью более 10 км² (Арахлей, Шакшинское, Иргень, Иван, Тасей, Большой Ундугун) и примерно 20 мелких водоёмов площадью менее 1 км².
Иван и Тасей относятся к бассейну Лены, а Арахлей, Шакшинское, Большой Ундугун и Иргень — к бассейну Байкала.
Озёра являются центром охраняемой территории Ивано-Арахлейского заказника.

## Топографические карты
- Лист карты N-49-XXXVI. Масштаб: 1 : 200 000. Состояние местности на 1979 год. Издание 1986 г.
- Лист карты N-49-XXXV. Масштаб: 1 : 200 000. Указать дату выпуска/состояния местности.
- Лист карты M-49-V Яблоново. Масштаб: 1 : 200 000. Состояние местности на 1965—1975 год. Издание 1985 г.